# قائمة عارضات غلاف مجلة فوغ (النسخة الإيطالية)
هذه قائمة عارضات غلاف مجلة فوغ النسخة الإيطالية هي عبارة عن كتالوج لعارضات الغلاف التي ظهرت على غلاف مجلة فوغ ، النسخة الإيطالية من مجلة فوغ ، بدءًا من العدد الأول للمجلة في عام 1964. مع إعلان تعيين إيمانويل فارنيتي رئيس تحرير مجلة فوغ الإيطالية في يناير 2017 ، ذو الاتجاهات الجديدة ، الذي خلف فرانكا سوزاني ، الذي توفيت بشكل غير متوقع في عام 2016 ، تكرس مجلة فوغ إيطاليا غلاف «عدد سبتمبر» (الذي يُعتبر عمومًا أكثر ما يُنتظر للخيارات التحريرية لمجلة الموضة) إلى لقطة القبلة.

## عقد 1960

### 1964
| العدد  | نموذج الغلاف    | مصور فوتوغرافي |
| ------ | --------------- | -------------- |
| أكتوبر | فيلهيلمينا كوبر | إيرفينغ بين    |
| نوفمبر | ميريلا بيتيني   | إيرفينغ بين    |
| ديسمبر | كاترين سباك     |                |

### 1965
| العدد       | نموذج الغلاف        | مصور فوتوغرافي     |
| ----------- | ------------------- | ------------------ |
| يناير       |                     |                    |
| فبراير      | بنديتا بارزيني      | بيرت ستيرن         |
| مارس        | بريجيت باور         | بيرت ستيرن         |
| أبريل       | فيلهيلمينا كوبر     | دايفيد بيلي        |
| مايو        | كسيا نيمان          | إيرفينغ بين        |
| يونيو       | ديبورا ديكسون       | غاي بوردين         |
| يوليو/أغسطس | فيروشكا فون ليندورف | إيرفينغ بين        |
| سبتمبر      | ماريولينا ديلا غاتا | جيان باولو باربيري |
| أكتوبر      | جنيفر أونيل         | إيرفينغ بين        |
| نوفمبر      | بنديتا بارزيني      | إيرفينغ بين        |
| ديسمبر      | ايسى ستوبي          | جيان باولو باربيري |

### 1966
| العدد       | نموذج الغلاف        | مصور فوتوغرافي     |
| ----------- | ------------------- | ------------------ |
| يناير       | سو موراي            | دايفيد بيلي        |
| فبراير      | بنديتا بارزيني      | ويليام كلاين       |
| مارس        | ميكي (توضيح)        | غاي بوردين         |
| أبريل       |                     |                    |
| مايو        | بريجيت باور         |                    |
| يونيو       |                     |                    |
| يوليو/أغسطس | فيروشكا فون ليندورف |                    |
| سبتمبر      | بريجيت باور         |                    |
| أكتوبر      | بريجيت باور         |                    |
| نوفمبر      | بريجيت باور         |                    |
| ديسمبر      | أديثا دوسلر         | جيان باولو باربيري |

### 1967
| العدد       | نموذج الغلاف    | مصور فوتوغرافي  |
| ----------- | --------------- | --------------- |
| يناير       | جان شريمبتون    | ريتشارد افيدون  |
| فبراير      |                 |                 |
| مارس        |                 |                 |
| أبريل       | شيرلي آن هايس   | اريك سوين       |
| مايو        | تويغي           | بيرت ستيرن      |
| يونيو       | ماريسا بيرينسون | نورمان باركنسون |
| يوليو/أغسطس | بريت إيكلاند    | دايفيد بيلي     |
| سبتمبر      | بنديتا بارزيني  | بيتر ناب        |
| أكتوبر      | سو موراي        | إيرفينغ بين     |
| نوفمبر      | سامانثا جونز    |                 |
| ديسمبر      | سامانثا جونز    |                 |

### 1968
| العدد       | نموذج الغلاف       | مصور فوتوغرافي     |
| ----------- | ------------------ | ------------------ |
| يناير       | تانيا ماليت        | إيرفينغ بين        |
| فبراير      | فرانسواز روبارتيلي |                    |
| مارس        | غريس كودينتون      | مارك هيسبارد       |
| أبريل       | إيفانا باستيانيلو  | جيان باولو باربيري |
| مايو        | بنديتا بارزيني     | دايفيد بيلي        |
| يونيو       | سامانثا جونز       |                    |
| يوليو/أغسطس | لورين هاتون        | إيرفينغ بين        |
| سبتمبر      |                    |                    |
| أكتوبر      | بنديتا بارزيني     | إيرفينغ بين        |
| نوفمبر      | فرانسواز روبارتيلي | إيرفينغ بين        |
| ديسمبر      | سامانثا جونز       | ريتشارد افيدون     |

### 1969
| العدد       | نموذج الغلاف    | مصور فوتوغرافي   |
| ----------- | --------------- | ---------------- |
| يناير       | موش             | سوزان وود        |
| فبراير      | بينيلوب تري     | دايفيد بيلي      |
| مارس        | ماريسا بيرينسون | دايفيد بيلي      |
| أبريل       | مويرا سوان      | باري لاتغان      |
| مايو        | تويغي           | جوستين دي فيلنوف |
| يونيو       | بيركلي جونسون   | ريتشارد افيدون   |
| يوليو/أغسطس | باتي بويد       | جوستين دي فيلنوف |
| سبتمبر      | بيركلي جونسون   | ريتشارد افيدون   |
| أكتوبر      | سوزان شونبورن   | إيرفينغ بين      |
| نوفمبر      | مويرا سوان      | باري لاتغان      |
| ديسمبر      | إنغريد بولتنج   | باري لاتغان      |

## عقد 1970

### 1970
| العدد       | نموذج الغلاف   | مصور فوتوغرافي     |
| ----------- | -------------- | ------------------ |
| يناير       | فيفيان لين     | باري لاتغان        |
| فبراير      | جين هيتشكوك    | باري لاتغان        |
| مارس        | مويرا سوان     | باري لاتغان        |
| أبريل       | لين كولمان     |                    |
| مايو        | سوزان مونكور   |                    |
| يونيو       | ديان أديلسون   |                    |
| يوليو/أغسطس | نانسي كوك      | باري لاتغان        |
| سبتمبر      | كيلي هارمون    | باري لاتغان        |
| أكتوبر      | فيفيان فوني    | كريس فان فانغنهايم |
| نوفمبر      | سوزان مونكور   | باري لاتغان        |
| ديسمبر      | لويز ديسبوينتس |                    |

### 1971
| العدد       | نموذج الغلاف      | مصور فوتوغرافي     |
| ----------- | ----------------- | ------------------ |
| يناير       | دونا جوردن        | كريس فان فانغنهايم |
| فبراير      | أنجيليكا هيوستن   |                    |
| مارس        | سوزان مونكور      | باري لاتغان        |
| أبريل       | ليزلي جونز        | باري لاتغان        |
| مايو        | سوزان بلاكلي      |                    |
| يونيو       | كاثي دامن         |                    |
| يوليو/أغسطس | كارول لابري       |                    |
| سبتمبر      | شيلي سميث (ممثلة) |                    |
| أكتوبر      | شيلي سميث (ممثلة) |                    |
| نوفمبر      | إنغماري لامي      | باري لاتغان        |
| ديسمبر      | كريستيانا شتايدن  | كريس فان فانغنهايم |

### 1972
| العدد       | نموذج الغلاف           | مصور فوتوغرافي     |
| ----------- | ---------------------- | ------------------ |
| يناير       | لين وودروف             |                    |
| فبراير      | آن شوفوس               | اليكس شاتيلين      |
| مارس        | باتريشيا داو           |                    |
| أبريل       |                        |                    |
| مايو        | دونا ميتشل             |                    |
| يونيو       | أبولونيا فان رافنشتاين | جيان باولو باربيري |
| يوليو/أغسطس | فيفيان لين             | جيان باولو باربيري |
| سبتمبر      | سينثيا كورمان          | أوتو ستوباكوف      |
| أكتوبر      | بولا كليمات            |                    |
| نوفمبر      | جيرمي كوربين           | البرتو ريزو        |
| ديسمبر      |                        |                    |

### 1973
| العدد       | نموذج الغلاف   | مصور فوتوغرافي     |
| ----------- | -------------- | ------------------ |
| يناير       | هيلوز          | جياني بيناتي       |
| فبراير      |                |                    |
| مارس        | آن توركيل      |                    |
| أبريل       | سوزان شونبورن  |                    |
| مايو        | شيلي هاك       | جيان باولو باربيري |
| يونيو       | جيل كينينغتون  | باري لاتغان        |
| يوليو/اغسطس |                | أوليفيرو توسكاني   |
| سبتمبر      | إيفا مالمستروم | باري لاتغان        |
| أكتوبر      | آن شوفوس       | بيتر ناب           |
| أكتوبر (2)  | باربرا كاريرا  | اليكس شاتيلين      |
| نوفمبر      | جيل كينينغتون  |                    |
| ديسمبر      | لويز ديسبوينتس | جيان باولو باربيري |

### 1974
| العدد       | نموذج الغلاف     | مصور فوتوغرافي     |
| ----------- | ---------------- | ------------------ |
| يناير       |                  |                    |
| فبراير      | باتريشيا داو     | بيتر ناب           |
| مارس        | جانيت كريستيانسن | جيان باولو باربيري |
| مارس (2)    |                  | كارلو أورسي        |
| أبريل       | كارول سينجلتون   | باري لاتغان        |
| مايو        | تينا أومونت      | جيان باولو باربيري |
| يونيو       | كريستيانا شتايدن | جيان باولو باربيري |
| يوليو/أغسطس | حواء نيلسن       | هانس فيورر         |
| سبتمبر      | رينيه روسو       | فرانشيسكو سكافولو  |
| سبتمبر (2)  | رينيه روسو       | فرانشيسكو سكافولو  |
| أكتوبر      | كريستيانا شتايدن | جيان باولو باربيري |
| نوفمبر      | دنيس هوبكينز     |                    |
| ديسمبر      | رينيه روسو       | فرانشيسكو سكافولو  |

### 1975
| العدد       | نموذج الغلاف  | مصور فوتوغرافي     |
| ----------- | ------------- | ------------------ |
| يناير       | نينا غيداروفا | دايفيد بيلي        |
| فبراير      | جان ستيفنس    | ديفيد أنتوني       |
| مارس        |               |                    |
| مارس (2)    | كريستين سيلفا | جيان باولو باربيري |
| أبريل       | إنغماري لامي  | باري لاتغان        |
| مايو        | فيبيكي كنودسن | هانس فيورر         |
| يونيو       | ديل هادون     | جيان باولو باربيري |
| يوليو/أغسطس | جيرمي كوربين  |                    |
| سبتمبر      | شيريل تايغز   | باري لاتغان        |
| سبتمبر (2)  | جيرمي كوربين  | جيان باولو باربيري |
| أكتوبر      |               | باري لاتغان        |
| نوفمبر      | ماري هيلفين   |                    |
| ديسمبر      | هيلوز         | جيان باولو باربيري |

### 1976
| العدد       | نموذج الغلاف                          | مصور فوتوغرافي     |
| ----------- | ------------------------------------- | ------------------ |
| يناير       | فيفيان لين                            |                    |
| فبراير      | جيرمي كوربين                          | جيان باولو باربيري |
| مارس        | ماري هيلفين                           | دايفيد بيلي        |
| مارس (2)    | كيرستي توسكاني                        | باري لاتغان        |
| أبريل       | بيسكا سورنسن                          | هانس فيورر         |
| مايو        | ماري هيلفين                           | دايفيد بيلي        |
| يونيو       | آنا أندرسن                            | هانس فيورر         |
| يوليو/أغسطس | مويرا سوان                            | دايفيد بيلي        |
| سبتمبر      |                                       | نورمان باركنسون    |
| سبتمبر (2)  |                                       |                    |
| أكتوبر      | صوفيا كيكونين                         | ريناتو غريناشي     |
| نوفمبر      | مارغو همنغواي                         | دايفيد بيلي        |
| ديسمبر      | فيبيكي كنودسن (الغلاف الصفحة المطوية) | جيان باولو باربيري |

### 1977
| العدد       | نموذج الغلاف                        | مصور فوتوغرافي     |
| ----------- | ----------------------------------- | ------------------ |
| يناير       | سوزان مونكور                        | دايفيد بيلي        |
| فبراير      | ليلو زينغليرسن                      | فرانسوا لامي       |
| مارس        | ويني هولمان                         | جيان باولو باربيري |
| مارس (2)    | بولي التيز                          | نورمان باركنسون    |
| أبريل       | ماري هيلفين                         | دايفيد بيلي        |
| أبريل (2)   | جانيت ماكغيل                        | باري لاتغان        |
| مايو        | كلوتيلد                             | فرانسوا لامي       |
| يونيو       | مانويلا كوسترمان                    | ماركو إميلي        |
| يوليو/أغسطس | تري الن                             | دايفيد بيلي        |
| سبتمبر      | ماري هيلفين                         | دايفيد بيلي        |
| سبتمبر (2)  | كلوتيلد                             | ريناتو غريناشي     |
| أكتوبر      | ليلو زينغليرسن                      | هانس فيورر         |
| أكتوبر (2)  | الانا ستيوارت                       | باري لاتغان        |
| نوفمبر      | شون كيسي                            | جيان باولو باربيري |
| ديسمبر      | بيفرلي جونسون (غلاف الصفحة المطوية) | نورمان باركنسون    |

### 1978
| العدد       | نموذج الغلاف    | مصور فوتوغرافي     |
| ----------- | --------------- | ------------------ |
| يناير       | ميا نيغرن       | باري لاتغان        |
| فبراير      | غونيلا ليندبلاد | هانس فيورر         |
| مارس        | كاثلين ألين     | باري لاتغان        |
| مارس (2)    |                 | فرانسوا لامي       |
| أبريل       | إيفا كيتولا     | هانس فيورر         |
| أبريل (2)   | ماري ايستوود    | باري لاتغان        |
| مايو        | يولاندي جيلوت   | جيان باولو باربيري |
| يونيو       | لينا كانسبود    | فرانسوا لامي       |
| يوليو/أغسطس | كيم هاريس       | دايفيد بيلي        |
| سبتمبر      | جاكلين بيسيه    | باري لاتغان        |
| سبتمبر (2)  | بات كليفلاند    | فرانسوا لامي       |
| أكتوبر      | بيفرلي فارنورث  | باري لاتغان        |
| أكتوبر (2)  | دارلان فويجل    | دايفيد بيلي        |
| نوفمبر      | جيرمي كوربين    | جيان باولو باربيري |
| ديسمبر      |                 | هانس فيورر         |

### 1979
| العدد       | نموذج الغلاف                   | مصور فوتوغرافي     |
| ----------- | ------------------------------ | ------------------ |
| يناير       |                                | هانس فيورر         |
| فبراير      | سوزان هيس                      | فرانسوا لامي       |
| فبراير (2)  | تارا شانون                     | فرانسوا لامي       |
| مارس        | آنا أندرسن                     | جيان باولو باربيري |
| مارس (2)    | مارسي هانت                     | جيان باولو باربيري |
| أبريل       | لينا كانسبود                   | فرانسوا لامي       |
| أبريل (2)   |                                |                    |
| مايو        | ويني هولمان                    |                    |
| يونيو       | ميشيل ستيفنز                   | آرثر الغورت        |
| يوليو/أغسطس | تاي هندريك                     | باري لاتغان        |
| سبتمبر      | فروك كواست                     | باري لاتغان        |
| سبتمبر (2)  | كيم هاريس                      | دايفيد بيلي        |
| أكتوبر      | نانسي دوناهو                   | ماركو جلافيانو     |
| أكتوبر (2)  | لينا كانسبود                   | فرانسوا لامي       |
| نوفمبر      | إيفا نيلسون                    | جيان باولو باربيري |
| ديسمبر      | جيري هول (غلاف الصفحة المطوية) | بيتر ليندبيرغ      |

## عقد 1980

### 1980
| العدد       | نموذج الغلاف     | مصور فوتوغرافي     |
| ----------- | ---------------- | ------------------ |
| يناير       | آنا أندرسن       | جيان باولو باربيري |
| فبراير      | لينا كانسبود     | فرانسوا لامي       |
| فبراير (2)  | أماليا فيريلي    | بيتر ليندبيرغ      |
| مارس        |                  | باري لاتغان        |
| مارس (2)    | نانسي دوناهو     | ماركو غلافيانو     |
| أبريل       | سوزان هيس        | آرثر الغورت        |
| أبريل (2)   | كريستيان ألفونسو | ريناتو غريناسكي    |
| مايو        |                  | آفي ميروز          |
| يونيو       | دلما كالادو      | جيان باولو باربيري |
| يوليو-أغسطس | سوزان هيس        | آرثر الغورت        |
| سبتمبر      | ليزا راموس       | آرثر الغورت        |
| سبتمبر (2)  | سوزان هيس        | آرثر الغورت        |
| أكتوبر      | ليزا ريال        | ريناتو غريناسكي    |
| أكتوبر (2)  | إسما مارشال      | ريناتو غريناسكي    |
| نوفمبر      | كارول ألت        | ريناتو غريناسكي    |
| ديسمبر      | نانسي ديكر       | آرثر الغورت        |

### 1981
| العدد       | نموذج الغلاف                      | مصور فوتوغرافي     |
| ----------- | --------------------------------- | ------------------ |
| يناير       | كارول ألت                         | ريناتو غريناسكي    |
| فبراير      | جولي فوستر                        | ريناتو غريناسكي    |
| فبراير (2)  | جيا كارانغي                       | ريناتو غريناسكي    |
| مارس        | كارول ألت                         | ريناتو غريناسكي    |
| مارس (2)    | نانسي ديوير                       | ريناتو غريناسكي    |
| أبريل       | روزماري ماكغروثا                  | ريناتو غريناسكي    |
| أبريل (2)   |                                   |                    |
| مايو        | لينا كانسبود                      | ريناتو غريناسكي    |
| يونيو       |                                   | جيان باولو باربيري |
| يوليو-أغسطس | فجر غالاغر                        | ريناتو غريناسكي    |
| سبتمبر      | كارول ألت                         | فرانسوا لامي       |
| سبتمبر (2)  | كيلي ليبروك                       | ريتشارد افيدون     |
| أكتوبر      | روزماري ماكغروثا                  | ريناتو غريناسكي    |
| أكتوبر (2)  | إيفا فورهيس (غلاف الصفحة المطوية) | ريناتو غريناسكي    |
| نوفمبر      | نانسي ديوير                       | ريناتو غريناسكي    |
| ديسمبر      | كاثي أيرلند                       | بيتر ليندبيرغ      |

### 1982
| العدد       | نموذج الغلاف     | مصور فوتوغرافي  |
| ----------- | ---------------- | --------------- |
| يناير       | كيم ألكسيس       | ريناتو غريناسكي |
| فبراير      | أنيت ستاي        | ريناتو غريناسكي |
| فبراير (2)  | إيفا فورهيس      | ريناتو غريناسكي |
| مارس        | أنيت ستاي        | ريناتو غريناسكي |
| مارس (2)    | ليزا ريال        | ريناتو غريناسكي |
| أبريل       | كيلي ليبروك      | دايفيد بيلي     |
| أبريل (2)   | جاكي آدمز        | ريناتو غريناسكي |
| مايو        | كاثرين اوستنتال  | ريناتو غريناسكي |
| يونيو       | آندي ماكدويل     | ريناتو غريناسكي |
| يوليو-أغسطس | تيري فاريل       | بيل كينغ ‏       |
| سبتمبر      | ناستازيا كينسكي  | باري ماكينلي    |
| سبتمبر (2)  | أنيت ستاي        | بيل كينغ ‏       |
| أكتوبر      |                  | بيل كينغ ‏       |
| أكتوبر (2)  | روزماري ماكغروثا | بيل كينغ ‏       |
| نوفمبر      | رينيه سيمونسين   | بيل كينغ ‏       |
| ديسمبر      | جاكي آدمز        | بيل كينغ ‏       |

### 1983
| العدد          | نموذج الغلاف                      | مصور فوتوغرافي   |
| -------------- | --------------------------------- | ---------------- |
| يناير          | روزماري ماكغروثا                  | بيل كينغ ‏        |
| فبراير         | لورين هيلم                        | بيل كينغ ‏        |
| فبراير (2)     | لين كوستر                         | بيل كينغ ‏        |
| مارس (خاص 1)   | تيري ماي                          | هيرو             |
| مارس (خاص 2)   | كيم ألكسيس                        | بيل كينغ ‏        |
| أبريل          | اليكسا سينغر                      | هيرو             |
| أبريل (2)      | كريستي برينكلي                    | بروس ويبر (مخرج) |
| مايو           | تيري فاريل                        | بيل كينغ ‏        |
| يونيو          | لارا هاريس                        | هيرو             |
| يوليو-أغسطس    | روزماري ماكغروثا                  | هيرو             |
| سبتمبر         | جولي وولف                         | هيرو             |
| سبتمبر (خاص 3) | فاليري كابريسكي                   | بيل كينغ ‏        |
| أكتوبر         | لورين هيلم                        | هيرو             |
| أكتوبر (خاص 4) | جين يارو                          | هيرو             |
| نوفمبر         | بام روس                           | هيرو             |
| ديسمبر         | إيفون سبوري (غلاف الصفحة المطوية) | هيرو             |

### 1984
| العدد          | نموذج الغلاف      | مصور فوتوغرافي |
| -------------- | ----------------- | -------------- |
| يناير          | فيليسيتاس بوخ     | هيرو           |
| فبراير         | أنيت ستاي         | هيرو           |
| فبراير (2)     | إيسابيلا روسوليني | هيرو           |
| مارس (خاص 5)   | ريناتا فاكوفا     | هيرو           |
| مارس (خاص 6)   | جانيس ديكينسون    | هيرو           |
| أبريل          | أليسون كوهن       | هيرو           |
| أبريل (2)      | ليز براند         | هيرو           |
| مايو           | تاليسا سوتو       | هيرو           |
| يونيو          | جوان سيفيرانس     | هيرو           |
| يوليو-أغسطس    | بوني بيرمان       | هيرو           |
| سبتمبر         | روزي فيلا         | هيرو           |
| سبتمبر (خاص 7) | فيليسيتاس بوخ     | هيرو           |
| أكتوبر         | دانييلا غيون      | هيرو           |
| أكتوبر (خاص 8) | جين يارو          | هيرو           |
| نوفمبر         | ستيلا جودال       | هيرو           |
| ديسمبر         | أليسون كوهن       | هيرو           |

### 1985
| العدد           | نموذج الغلاف    | مصور فوتوغرافي |
| --------------- | --------------- | -------------- |
| يناير           | جاكي آدمز       | هيرو           |
| فبراير          | جوكو زوهرر      | هيرو           |
| فبراير (2)      | كاترين أهنيل    | هيرو           |
| مارس (خاص 9)    | دانييلا غيون    | هيرو           |
| مارس (خاص 10)   | سوزي بيك        | هيرو           |
| أبريل           |                 | هيرو           |
| أبريل (2)       | ريناتا فاكوفا   | هيرو           |
| مايو            | جين يارو        | هيرو           |
| يونيو           |                 | هيرو           |
| يوليو-أغسطس     | ياسمين لو بون   | هيرو           |
| سبتمبر (خاص 11) | دانييلا غيون    | هيرو           |
| سبتمبر          | كريستين بولستر  | هيرو           |
| أكتوبر          | كريستينا موتشي  | هيرو           |
| أكتوبر (خاص 12) | ناتالي غابرييلي | هيرو           |
| نوفمبر          | غيل إليوت       | هيرو           |
| ديسمبر          | آندي ماكدويل    | هيرو           |

### 1986
| العدد           | نموذج الغلاف         | مصور فوتوغرافي |
| --------------- | -------------------- | -------------- |
| يناير           | ياسمين غوري          | هيرو           |
| فبراير          |                      | هيرو           |
| فبراير (2)      | أليسون كوهن          | هيرو           |
| مارس (خاص 13)   | كريستي تورلينغتون    |                |
| مارس (خاص 14)   | خوسيه توليدو         | هيرو           |
| أبريل           | تاتيانا باتيتز       | هيرو           |
| أبريل (2)       |                      | هيرو           |
| مايو            | أنيت ستاي            | هيرو           |
| يونيو           | ناتالي غابرييلي      | ريناتو غريناشي |
| يوليو-أغسطس     | إستل ليفيبور         | ريناتو غريناشي |
| سبتمبر          | أليسون كوهن          | هيرو           |
| سبتمبر (خاص 15) | كاثرين بيلي          | هيرو           |
| أكتوبر          | تاتيانا باتيتز       | هيرو           |
| أكتوبر (خاص 16) | لورين هيلم           | هيرو           |
| نوفمبر          | شارلوت نونتون مورغان | هيرو           |
| ديسمبر          | هنتر رينو            | هيرو           |

### 1987
| العدد           | نموذج الغلاف                | مصور فوتوغرافي |
| --------------- | --------------------------- | -------------- |
| يناير           | بيتي لاجو                   | هيرو           |
| فبراير          | أولاتز شنابل                | هيرو           |
| فبراير (2)      |                             | هيرو           |
| مارس (خاص 17)   | برينجا سفريس                | هيرو           |
| مارس (خاص 18)   | فامك جانسن (الصفحة المطوية) | هيرو           |
| أبريل           |                             |                |
| أبريل (2)       | آلي دان                     |                |
| مايو            | كريستي تورلينغتون           | هيرو           |
| يونيو           | ستيفاني سايمور              |                |
| يوليو-أغسطس     | ستيفي فان دير فين           | هيرو           |
| سبتمبر          | إيلينا فانوتشي              | هيرو           |
| سبتمبر (خاص 19) | روبرتا شيركو                | هيرو           |
| أكتوبر          | سوزي بيك                    | ستيفين كلاين   |
| أكتوبر(خاص 20)  | ناتالي غابرييلي             | هيرو           |
| نوفمبر          |                             |                |
| ديسمبر          |                             | شاتيلين اليكس  |

### 1988
| العدد           | نموذج الغلاف                                      | مصور فوتوغرافي |
| --------------- | ------------------------------------------------- | -------------- |
| يناير           | كريستي تورلينغتون                                 | دايفيد بيلي    |
| فبراير          | ياسمين لو بون                                     | ستيفين كلاين   |
| فبراير (2)      | الين ايروين                                       | ستيفين كلاين   |
| مارس (خاص 21)   | مونيكا جريبمان                                    | ستيفين كلاين   |
| مارس (خاص 22)   | ستيفي فان دير فين                                 | ستيفين كلاين   |
| أبريل           | ياسمين لو بون                                     | ألبرت واتسون   |
| أبريل (2)       |                                                   | ستيفين كلاين   |
| مايو            | ألكسندرا أوبين                                    | ستيفين كلاين   |
| يونيو           | ناعومي كامبل                                      | ستيفين كلاين   |
| يوليو-أغسطس     | روبن ماكينتوش                                     | ستيفن ميسل     |
| سبتمبر          | راشيل هنتر                                        | ستيفن ميسل     |
| سبتمبر (خاص 23) |                                                   | ماتس غوستافسون |
| أكتوبر (خاص 24) | ميكايلا بيركو                                     | ستيفن ميسل     |
| نوفمبر          | ميكايلا بيركو                                     | ستيفن ميسل     |
| ديسمبر          | فيروشكا فون ليندورف لورين هاتون إيسابيلا روسوليني | ستيفن ميسل     |

### 1989
| العدد           | نموذج الغلاف                                      | مصور فوتوغرافي    |
| --------------- | ------------------------------------------------- | ----------------- |
| يناير           | روزماري ماكغروثا                                  | ستيفن ميسل        |
| فبراير          | ليندا إيفانجيليستا                                | ستيفن ميسل        |
| فبراير (2)      | سيندي كروفورد                                     | باتريك ديماركيلير |
| مارس (خاص 25)   | كارا يونغ                                         | ساتوشي سايكوسا    |
| مارس (خاص 26)   | دانا باتريك                                       | ستيفن ميسل        |
| أبريل           | راشيل وليامز                                      | ستيفن ميسل        |
| مايو            | فيرونيكا ويب                                      | باتريك ديماركيلير |
| يونيو           | راشيل وليامز                                      | ستيفن ميسل        |
| يوليو-أغسطس     | ميكايلا بيركو                                     | ألبرت واتسون      |
| سبتمبر          | إيسابيلا روسوليني                                 | ستيفن ميسل        |
| سبتمبر (خاص 27) |                                                   | ستيفن ميسل        |
| أكتوبر (خاص 28) | كريستي تورلينغتون                                 | ستيفن ميسل        |
| نوفمبر          | ليندا إيفانجيليستا                                | ستيفن ميسل        |
| ديسمبر          | ليندا إيفانجيليستا ناعومي كامبل كريستي تورلينغتون | ستيفن ميسل        |

## عقد 1990

### 1990
| العدد           | نموذج الغلاف       | مصور فوتوغرافي |
| --------------- | ------------------ | -------------- |
| يناير           | واليس فرانكونيا    | ستيفن ميسل     |
| فبراير          | ليندا إيفانجيليستا | ستيفن ميسل     |
| فبراير (2)      | ليندا إيفانجيليستا | ستيفن ميسل     |
| مارس (خاص 29)   | كابيوسين           | ألبرت واتسون   |
| مارس (خاص 30)   | كلوديا شيفر        | ستيفن ميسل     |
| أبريل           | كيم ويليامز        | ستيفن ميسل     |
| مايو            | روبرتا شيركو       | ستيفن ميسل     |
| يونيو           | ليندا إيفانجيليستا | ستيفن ميسل     |
| يوليو-أغسطس     | ناعومي كامبل       | ستيفن ميسل     |
| سبتمبر          | إيسابيلا روسوليني  | ستيفن ميسل     |
| سبتمبر (خاص 31) |                    | ماتس غوستافسون |
| أكتوبر (خاص 32) | ليزا مينيلي        | ستيفن ميسل     |
| نوفمبر          | كريستي تورلينغتون  | ستيفن ميسل     |
| ديسمبر          | أديثا دوسلر        | ستيفن ميسل     |

### 1991
| العدد  | نموذج الغلاف                                                                      | مصور فوتوغرافي |
| ------ | --------------------------------------------------------------------------------- | -------------- |
| يناير  | ياسمين غوري                                                                       | ستيفن ميسل     |
| فبراير | مادونا                                                                            | ستيفن ميسل     |
| مارس   | كريستي تورلينغتون                                                                 | ستيفن ميسل     |
| أبريل  | تيريزا ستيوارت                                                                    | ستيفن ميسل     |
| مايو   | ليندا إيفانجيليستا                                                                | ستيفن ميسل     |
| يونيو  | ليندا إيفانجيليستا                                                                | ستيفن ميسل     |
| يوليو  | سوزان هولمز دونا ميتشل واليس فرانكونيا أندرو ريتشاردسون                           | ستيفن ميسل     |
| أغسطس  | ليندا إيفانجيليستا                                                                | ستيفن ميسل     |
| سبتمبر | ليندا إيفانجيليستا                                                                | ستيفن ميسل     |
| أكتوبر | شانا زادريك                                                                       | ستيفن ميسل     |
| نوفمبر | باربرا مورز سونيا راش كاثرين ماكورد شانا زادريك نيكول بيتش ميغان دوغلاس جين باورز | ستيفن ميسل     |
| ديسمبر | شانا زادريك                                                                       | ستيفن ميسل     |

### 1992
| العدد  | نموذج الغلاف                               | مصور فوتوغرافي |
| ------ | ------------------------------------------ | -------------- |
| يناير  | ميغان دوغلاس                               | ستيفن ميسل     |
| فبراير | إيسابيلا روسوليني                          | ستيفن ميسل     |
| مارس   | ماغالي أمادي                               | ستيفن ميسل     |
| أبريل  | واليس فرانكونيا جين هيتشكوك سوزان فوريستال | ستيفن ميسل     |
| مايو   | كريستين ماكمينامي                          | ستيفن ميسل     |
| يونيو  | ميغان دوغلاس                               | ستيفن ميسل     |
| يوليو  | ناديا أورمان                               | ستيفن ميسل     |
| أغسطس  | روزي فيلا & تاشا دي فاسكونسيلوس            | ستيفن ميسل     |
| سبتمبر | ليندا إيفانجيليستا                         | ستيفن ميسل     |
| أكتوبر | لوسي دي لا فاليز                           | ستيفن ميسل     |
| نوفمبر | مادونا                                     | ستيفن ميسل     |
| ديسمبر | صوفيا كوبولا                               | ستيفن ميسل     |

### 1993
| العدد  | نموذج الغلاف                                                                                              | مصور فوتوغرافي |
| ------ | --- | -------------- |
| يناير  | باتي هانسن                                                                                                | ستيفن ميسل     |
| فبراير | كاميلا نيكرسون                                                                                            | ستيفن ميسل     |
| مارس   | ليندا إيفانجيليستا                                                                                        | ستيفن ميسل     |
| أبريل  | تويغي | ستيفن ميسل     |
| مايو   | ليندا إيفانجيليستا ناعومي كامبل كريستي تورلينغتون أمبير فاليتا شالوم هارلو ناديا أورمان كريستين ماكمينامي | ستيفن ميسل     |
| يونيو  | بريدجيت هال                                                                                               | ستيفن ميسل     |
| يوليو  | شالوم هارلو                                                                                               | ستيفن ميسل     |
| أغسطس  | كريستين ماكمينامي                                                                                         | ستيفن ميسل     |
| سبتمبر | خايمي ريشار                                                                                               | ستيفن ميسل     |
| أكتوبر | خايمي ريشار                                                                                               | ستيفن ميسل     |
| نوفمبر | بريدجيت هال                                                                                               | ستيفن ميسل     |
| ديسمبر | لورين هاتون                                                                                               | ستيفن ميسل     |

### 1994
| العدد  | نموذج الغلاف | مصور فوتوغرافي |
| ------ | --- | -------------- |
| يناير  | ليندا إيفانجيليستا | ستيفن ميسل     |
| فبراير | كلوديا شيفر | ستيفن ميسل     |
| مارس   | بريدجيت هال | ستيفن ميسل     |
| ابريل  | بيفرلي بيل | ستيفن ميسل     |
| مايو   | فيروشكا فون ليندورف | ستيفن ميسل     |
| يونيو  | نيكي تايلور | ستيفن ميسل     |
| يوليو  | ناديا أورمان | ستيفن ميسل     |
| أغسطس  | كيرستي هيوم | ستيفن ميسل     |
| سبتمبر | كيرستي هيوم | ستيفن ميسل     |
| أكتوبر | آلي ماكغرو آن توركيل بريدجيت هال كارلا بروني تشيسي راينر كريستي تورلينغتون كلوديا شيفر دونا ميتشل إيسابيلا روسوليني خايمي ريشار جين هيتشكوك كيت موس كيرستي هيوم كريستين ماكمينامي لورين هاتون ليندا إيفانجيليستا لوسي دي لا فاليز ماريسا بيرينسون ميغان دوغلاس ناديا أورمان ناعومي كامبل نينا غريسكوم باتي هانسن بيجي موفيت راشيل وليامز شالوم هارلو صوفيا كوبولا ستيلا تينانت سوزان فوريستال تريش غاف فيروشكا فون ليندورف | ستيفن ميسل     |
| نوفمبر | ليندا إيفانجيليستا | ستيفن ميسل     |
| ديسمبر | كريستين ماكمينامي | ستيفن ميسل     |

### 1995
| العدد  | نموذج الغلاف            | مصور فوتوغرافي |
| ------ | ----------------------- | -------------- |
| يناير  | كريستين ماكمينامي       | ستيفن ميسل     |
| فبراير | ميشيل بهينا             | ستيفن ميسل     |
| مارس   | تريش غاف & أمبير فاليتا | ستيفن ميسل     |
| أبريل  | لوري بيرد               | ستيفن ميسل     |
| مايو   | بيجو فيليبس             | ستيفن ميسل     |
| يونيو  | كريستين ماكمينامي       | ستيفن ميسل     |
| يوليو  | ليندا إيفانجيليستا      | ستيفن ميسل     |
| أغسطس  | أمبير فاليتا            | ستيفن ميسل     |
| سبتمبر | أمبير فاليتا            | ستيفن ميسل     |
| أكتوبر | ميكيلي هيكس             | ستيفن ميسل     |
| نوفمبر | جينيفير فان سينوس       | ستيفن ميسل     |
| ديسمبر | ستيلا تينانت            | ستيفن ميسل     |

### 1996
| العدد  | عارضة الغلاف                      | مصور فوتوغرافي |
| ------ | --------------------------------- | -------------- |
| يناير  | أمبير فاليتا                      | ستيفن ميسل     |
| فبراير | ستيلا تينانت                      | ستيفن ميسل     |
| مارس   | كيت موس                           | ستيفن ميسل     |
| أبريل  | إلسا بينيتيز                      | ستيفن ميسل     |
| مايو   | إستير دي يونغ & جيريمي بوزمانز    | ستيفن ميسل     |
| يونيو  | إستير دي يونغ & شيرلي مالمان      | ستيفن ميسل     |
| يوليو  | كايلي باكس                        | ستيفن ميسل     |
| أغسطس  | إلسا بينيتيز                      | ستيفن ميسل     |
| سبتمبر | إلسا بينيتيز                      | ستيفن ميسل     |
| أكتوبر | جينيفير فان سينوس & كارولين ميرفي | ستيفن ميسل     |
| نوفمبر | جينيفير فان سينوس                 | ستيفن ميسل     |
| ديسمبر | ايمي ويسون                        | ستيفن ميسل     |

### 1997
| العدد  | نموذج الغلاف                                                        | مصور فوتوغرافي |
| ------ | ------------------------------------------------------------------- | -------------- |
| يناير  | ايمي ويسون                                                          | ستيفن ميسل     |
| فبراير | كارين إيلسون                                                        | ستيفن ميسل     |
| مارس   | أمبير فاليتا ناعومي كامبل كريستين ماكمينامي كارين إيلسون فنسنت غالو | ستيفن ميسل     |
| أبريل  | كورتني لوف                                                          | ستيفن ميسل     |
| مايو   | أودري مارناي                                                        | ستيفن ميسل     |
| يونيو  | أنجيلا ليندفال سكوت بارنهيل كريس كرامر ثورستن لارسن                 | ستيفن ميسل     |
| يوليو  | دانييل زانيتش & سكوت بارنهيل                                        | ستيفن ميسل     |
| أغسطس  | ايمي ليمونس                                                         | ستيفن ميسل     |
| سبتمبر | كيرستن أوين                                                         | ستيفن ميسل     |
| أكتوبر | شاندرا نورث كولين إغليسفيلد ميشا بارتون                             | ستيفن ميسل     |
| نوفمبر | سونيفا سترودهل                                                      | ستيفن ميسل     |
| ديسمبر | نيكول أندرسون                                                       | ستيفن ميسل     |

### 1998
| العدد  | نموذج الغلاف                                                                | مصور فوتوغرافي |
| ------ | --------------------------------------------------------------------------- | -------------- |
| يناير  | ايرين أوكونور                                                               | ستيفن ميسل     |
| فبراير | ماجي ريزر إلسا بينيتيز ايوخينيا سيلفا                                       | ستيفن ميسل     |
| مارس   | ايوخينيا سيلفا                                                              | ستيفن ميسل     |
| أبريل  | هيذر ستوهلر                                                                 | ستيفن ميسل     |
| مايو   | إيفا ستروس                                                                  | ستيفن ميسل     |
| يونيو  | ماغي ريزر                                                                   | ستيفن ميسل     |
| يوليو  | إليزابيث بيتون                                                              | ستيفن ميسل     |
| أغسطس  | أولوتشي أونواغبا                                                            | ستيفن ميسل     |
| سبتمبر | كارولين ميرفي                                                               | ستيفن ميسل     |
| أكتوبر | ايرين أوكونور جادي بارفيت أودري مارناي ماغي ريزر أودري تشيكوفا كارين إيلسون | ستيفن ميسل     |
| نوفمبر | إميلي ساندبرغ & كيفن ميركل                                                  | ستيفن ميسل     |
| ديسمبر | إنج جيورتس                                                                  | ستيفن ميسل     |

### 1999
| العدد  | عارضة الغلاف                                   | مصور فوتوغرافي |
| ------ | ---------------------------------------------- | -------------- |
| يناير  | فرانكي رايدر                                   | ستيفن ميسل     |
| فبراير | كارين إيلسون                                   | ستيفن ميسل     |
| مارس   | مالغوسيا بيلا & ماجي ريزر                      | ستيفن ميسل     |
| أبريل  | سونيفا سترودهل                                 | ستيفن ميسل     |
| مايو   | أمبير فاليتا                                   | ستيفن ميسل     |
| يونيو  | جيزيل بوندشين & أندريه ريسيندي                 | ستيفن ميسل     |
| يوليو  | جولييت إليوت                                   | ستيفن ميسل     |
| أغسطس  | مادلين نورلينج                                 | ستيفن ميسل     |
| سبتمبر | ماري آن فليتشر أناستازيا كوزيسوفا جولييت إليوت | ستيفن ميسل     |
| أكتوبر | جاكيتا ويلر                                    | ستيفن ميسل     |
| نوفمبر | ليزا تايلور                                    | ستيفن ميسل     |
| ديسمبر | كارولين ريبيرو                                 | ستيفن ميسل     |

## عقد 2000

### 2000
| العدد  | نموذج الغلاف                                                                     | مصور فوتوغرافي |
| ------ | -------------------------------------------------------------------------------- | -------------- |
| يناير  | أودري مارناي ماجي ريزر دانيتا آنجيل آنا كلوديا ميشيل كارولين ريبيرو كارين إيلسون | ستيفن ميسل     |
| فبراير | سوفي داهل                                                                        | ستيفن ميسل     |
| مارس   | هانيلوري نوتس                                                                    | ستيفن ميسل     |
| أبريل  | سوفي داهل & داميان فان زيل                                                       | ستيفن ميسل     |
| مايو   | ماندي مور                                                                        | ستيفن ميسل     |
| يونيو  | مالغوسيا بيلا                                                                    | ستيفن ميسل     |
| يوليو  | هانيلوري نوتس                                                                    | ستيفن ميسل     |
| أغسطس  | أنوك ليبير راكيل زايمرمان رايكا أوليفيرا تاليثا بوغولياسي انستازيا كوزيسوفا      | ستيفن ميسل     |
| سبتمبر | ناتاسا ليفاك & راكيل زايمرمان                                                    | ستيفن ميسل     |
| أكتوبر | تشارلوت غاينسبورغ                                                                | ستيفن ميسل     |
| نوفمبر | كيم بيرز                                                                         | ستيفن ميسل     |
| ديسمبر | بيمبا بوسي                                                                       | ستيفن ميسل     |

### 2001
| العدد  | نموذج الغلاف                                                      | مصور فوتوغرافي |
| ------ | ----------------------------------------------------------------- | -------------- |
| يناير  | كيم بيرز                                                          | ستيفن ميسل     |
| فبراير | ليزا وينكلر                                                       | ستيفن ميسل     |
| مارس   | هانيلوري نوتس كريستينا كروس كيم بيرز آن اوست تريش غاف جاكيتا ويلر | ستيفن ميسل     |
| أبريل  | هانيلوري نوتس                                                     | ستيفن ميسل     |
| مايو   | فيكي أندرين                                                       | ستيفن ميسل     |
| يونيو  | ديانا ميزاروس                                                     | ستيفن ميسل     |
| يوليو  | كارولينا كوركوفا                                                  | ستيفن ميسل     |
| أغسطس  | جيزيل بوندشين & مات دافي                                          | ستيفن ميسل     |
| سبتمبر | ماريسا بيرينسون ليليانا دومينغيز جوستين باكر لوسيانو كاسين        | ستيفن ميسل     |
| أكتوبر | أمبير فاليتا                                                      | ستيفن ميسل     |
| نوفمبر | ناعومي كامبل                                                      | ستيفن ميسل     |
| ديسمبر | كريستينا تشراستيكوفا                                              | ستيفن ميسل     |

### 2002
| العدد  | نموذج الغلاف                                     | مصور فوتوغرافي |
| ------ | ------------------------------------------------ | -------------- |
| يناير  | كارمن كاس آن كاثرين لاكروا ماندي مور بريدجيت هال | ستيفن ميسل     |
| فبراير | إيفا جاي كوباتوفا                                | ستيفن ميسل     |
| مارس   | آن كاثرين لاكروا                                 | ستيفن ميسل     |
| أبريل  | يوجينيا فولودينا                                 | ستيفن ميسل     |
| مايو   | ميشيل ألفيس                                      | ستيفن ميسل     |
| يونيو  | راكيل زايمرمان                                   | ستيفن ميسل     |
| يوليو  | كارولين ميرفي & ريان بيرنز                       | ستيفن ميسل     |
| أغسطس  | سلمى بلير                                        | ستيفن ميسل     |
| سبتمبر | إميلي ساندبرغ                                    | ستيفن ميسل     |
| أكتوبر | لييا كيبيدي                                      | ستيفن ميسل     |
| نوفمبر | ميسي رايدر                                       | ستيفن ميسل     |
| ديسمبر | ناتاليا فوديانوفا                                | ستيفن ميسل     |

### 2003
| العدد  | نموذج الغلاف                           | مصور فوتوغرافي |
| ------ | -------------------------------------- | -------------- |
| يناير  | إليز كرومبيز                           | ستيفن ميسل     |
| فبراير | ليندا إيفانجيليستا                     | ستيفن ميسل     |
| مارس   | ستيلا تينانت                           | ستيفن ميسل     |
| أبريل  | أودري مارناي                           | ستيفن ميسل     |
| مايو   | إليز كرومبيز                           | ستيفن ميسل     |
| يونيو  | يوليا شتيغنر                           | ستيفن ميسل     |
| يوليو  | داريا فيربوي إليز كرومبيز يوليا شتيغنر | ستيفن ميسل     |
| أغسطس  | داريا فيربوي                           | ستيفن ميسل     |
| سبتمبر | جيسيكا ستام                            | ستيفن ميسل     |
| أكتوبر | داريا فيربوي                           | ستيفن ميسل     |
| نوفمبر | جيسيكا ستام & ميسي رايدر               | ستيفن ميسل     |
| ديسمبر | ريان تن هاكن                           | ستيفن ميسل     |

### 2004
| العدد  | نموذج الغلاف                                                                   | مصور فوتوغرافي |
| ------ | ------------------------------------------------------------------------------ | -------------- |
| يناير  | ميسي رايدر                                                                     | ستيفن ميسل     |
| فبراير | ليزا كانت                                                                      | ستيفن ميسل     |
| مارس   | ليزا كانت                                                                      | ستيفن ميسل     |
| أبريل  | ليديا هيرست                                                                    | ستيفن ميسل     |
| مايو   | داريا فيربوي                                                                   | ستيفن ميسل     |
| يونيو  | كارين إيلسون                                                                   | ستيفن ميسل     |
| يوليو  | ميسي رايدر كارين إيلسون هانيلوري نوتس إليز كرومبيز جيسيكا ستام دوفيل فيرسيلايت | ستيفن ميسل     |
| أغسطس  | جيسيكا ستام                                                                    | ستيفن ميسل     |
| سبتمبر | إليز كرومبيز                                                                   | ستيفن ميسل     |
| أكتوبر | إليز كرومبيز                                                                   | ستيفن ميسل     |
| نوفمبر | هانا سوكوبوفا                                                                  | ستيفن ميسل     |
| ديسمبر | كارين إيلسون                                                                   | ستيفن ميسل     |

### 2005
| العدد  | نموذج الغلاف                                                                                | مصور فوتوغرافي |
| ------ | ------------------------------------------------------------------------------------------- | -------------- |
| يناير  | ميسي رايدر هانيلوري نوتس شانان كليك كارولين ترينتيني يوليا شتيغنر فرانك براون غاسبار ديتريش | ستيفن ميسل     |
| فبراير | دوتزين كرويس                                                                                | ستيفن ميسل     |
| مارس   | ليلي دونالدسون                                                                              | ستيفن ميسل     |
| أبريل  | جيما وورد                                                                                   | ستيفن ميسل     |
| مايو   | ناتاليا فوديانوفا                                                                           | ستيفن ميسل     |
| يونيو  | كارولين ميرفي                                                                               | ستيفن ميسل     |
| يوليو  | ليندا إيفانجيليستا                                                                          | ستيفن ميسل     |
| أغسطس  | سنيجانا أونوبكا                                                                             | ستيفن ميسل     |
| سبتمبر | ليلي دونالدسون                                                                              | ستيفن ميسل     |
| أكتوبر | كارين إيلسون                                                                                | ستيفن ميسل     |
| نوفمبر | سنيجانا أونوبكا                                                                             | ستيفن ميسل     |
| ديسمبر | ساشا بيفوفاروفا                                                                             | ستيفن ميسل     |

### 2006
| العدد  | نموذج الغلاف                              | مصور فوتوغرافي |
| ------ | ----------------------------------------- | -------------- |
| يناير  | ايرينا لوزرينو جارودبرانش جوناثان كروبمان | ستيفن ميسل     |
| فبراير | هيذر براتون                               | ستيفن ميسل     |
| مارس   | ماندي مور                                 | ستيفن ميسل     |
| أبريل  | كوكو روتشا                                | ستيفن ميسل     |
| مايو   | هيذر براتون                               | ستيفن ميسل     |
| يونيو  | هيلاري رودا                               | ستيفن ميسل     |
| يوليو  | آنا ماريا يوراجسكايا                      | ستيفن ميسل     |
| أغسطس  | إيزيلين ستيرو & ناتاشا فوينوفيتش          | ستيفن ميسل     |
| سبتمبر | هيلاري رودا                               | ستيفن ميسل     |
| أكتوبر | نيكول ريتشي                               | ستيفن ميسل     |
| نوفمبر | أجينيس دين                                | ستيفن ميسل     |
| ديسمبر | كارين إيلسون                              | ستيفن ميسل     |

### 2007
| العدد  | نموذج الغلاف                                            | مصور فوتوغرافي |
| ------ | ------------------------------------------------------- | -------------- |
| يناير  | ساشا بيفوفاروفا ميسي رايدر نيت نيسبيت                   | ستيفن ميسل     |
| فبراير | هيلاري رودا & كوكو روتشا                                | ستيفن ميسل     |
| مارس   | ساشا بيفوفاروفا                                         | ستيفن ميسل     |
| أبريل  | كارين إيلسون                                            | ستيفن ميسل     |
| مايو   | جيما وورد                                               | ستيفن ميسل     |
| يونيو  | أدينا فوهلين                                            | ستيفن ميسل     |
| يوليو  | دينيسا ديفوكوفا                                         | ستيفن ميسل     |
| أغسطس  | ماغدالينا فراكويك & مارينا لينشوك                       | ستيفن ميسل     |
| سبتمبر | أجينيس دين بلين كوك تشاد دون رودريغو كلازناس نيت نيسبيت | ستيفن ميسل     |
| أكتوبر | ميغان كوليسون                                           | ستيفن ميسل     |
| نوفمبر | كوكو روتشا & ميغان كوليسون                              | ستيفن ميسل     |
| ديسمبر | لارا ستون                                               | ستيفن ميسل     |

### 2008
| العدد  | نموذج الغلاف | مصور فوتوغرافي |
| ------ | --- | -------------- |
| يناير  | جينيفير فان سينوس                                                                                                  | ستيفن ميسل     |
| فبراير | أنيتي هيلوند & كاميلا فيليبسكوفا                                                                                   | ستيفن ميسل     |
| مارس   | كاميلا فيليبسكوفا                                                                                                  | ستيفن ميسل     |
| أبريل  | ناتاليا فوديانوفا                                                                                                  | ستيفن ميسل     |
| مايو   | إيفا ميندز | ستيفن ميسل     |
| يونيو  | ليندا إيفانجيليستا                                                                                                 | ستيفن ميسل     |
| يوليو  | جوردان دون | ستيفن ميسل     |
| يوليو  | لييا كيبيدي | ستيفن ميسل     |
| يوليو  | ناعومي كامبل | ستيفن ميسل     |
| يوليو  | سيسيلي لوبيز | ستيفن ميسل     |
| أغسطس  | جينيفير فان سينوس مارك فاندرلو جوني زاندر ليندا إيفانجيليستا كارين إيلسون نيكو ماليفيل ويلي فان روي إيريس ستروبيغر | ستيفن ميسل     |
| سبتمبر | فيكتوريا ساسنكينا                                                                                                  | ستيفن ميسل     |
| أكتوبر | آنا ياغوجينسكا | ستيفن ميسل     |
| نوفمبر | كاترين ثورمان & توني غارن                                                                                          | ستيفن ميسل     |
| ديسمبر | كاترين ثورمان | ستيفن ميسل     |

### 2009
| العدد  | نموذج الغلاف                                                            | مصور فوتوغرافي |
| ------ | ----------------------------------------------------------------------- | -------------- |
| يناير  | آنا سيليزنيفا آنا ياغوجينسكا فيكتوريا ساسنكينا                          | ستيفن ميسل     |
| فبراير | بيكسي غيلدوف                                                            | ستيفن ميسل     |
| مارس   | هاني غابي أوديل & كينغا راجزاك                                          | ستيفن ميسل     |
| أبريل  | إليزا كامينغز                                                           | ستيفن ميسل     |
| مايو   | ساشا بيفوفاروفا                                                         | ستيفن ميسل     |
| يونيو  | ميغان كوليسون & دانييل هيكس                                             | ستيفن ميسل     |
| يوليو  | كريستين ماكمينامي                                                       | ستيفن ميسل     |
| أغسطس  | ليندا إيفانجيليستا                                                      | ستيفن ميسل     |
| سبتمبر | ساشا بيفوفاروفا & أش ستيمست                                             | ستيفن ميسل     |
| سبتمبر | آنا ياغوجينسكا ماكس روجرز ويل لويس                                      | ستيفن ميسل     |
| سبتمبر | جيمي بوشيرت & كريستيان برايل                                            | ستيفن ميسل     |
| أكتوبر | ريان تين هاكن & كارلي كلوس                                              | ستيفن ميسل     |
| نوفمبر | ريان تين هاكن                                                           | ستيفن ميسل     |
| ديسمبر | كريستي تورلينغتون لارا ستون جيزيل بوندشين كاسيا ستروس ناتاليا فوديانوفا | ستيفن ميسل     |

## عقد 2010

### 2010
| العدد  | نموذج الغلاف                       | مصور فوتوغرافي |
| ------ | ---------------------------------- | -------------- |
| يناير  | كارلي كلوس                         | ستيفن ميسل     |
| فبراير | جيمي بوشيرت دافني غينيس أجينيس دين | ستيفن ميسل     |
| مارس   | فريا بيها إريكسن                   | ستيفن ميسل     |
| أبريل  | أمبير فاليتا                       | ستيفن ميسل     |
| مايو   | كيرسي بيرهونين & داريا ستروكوس     | ستيفن ميسل     |
| يونيو  | إيفا هيرزيغوفا                     | ستيفن ميسل     |
| يوليو  | كريستي تورلينغتون                  | ستيفن ميسل     |
| أغسطس  | كريستين ماكمينامي                  | ستيفن ميسل     |
| سبتمبر | ميراندا كير                        | ستيفن ميسل     |
| أكتوبر | مارياكارلا بوسكونو                 | ستيفن ميسل     |
| نوفمبر | فريا بيها إريكسن & ايزيلين شيرو    | ستيفن ميسل     |
| ديسمبر | جيزيل بوندشين                      | ستيفن ميسل     |

### 2011
| العدد  | نموذج الغلاف                      | مصور فوتوغرافي |
| ------ | --------------------------------- | -------------- |
| يناير  | فريا بيها إريكسن & أريزونا ميوز   | ستيفن ميسل     |
| فبراير | كانديس سوانبول                    | ستيفن ميسل     |
| مارس   | ساسكيا دي براو                    | ستيفن ميسل     |
| أبريل  | كريستينا سالينوفيتش               | ستيفن ميسل     |
| مايو   | كريستين ماكمينامي                 | ستيفن ميسل     |
| يونيو  | كانديس هوفين تارا لين روبين لاولي | ستيفن ميسل     |
| يوليو  | جوليان غرونر                      | ستيفن ميسل     |
| أغسطس  | راكيل زايمرمان                    | ستيفن ميسل     |
| سبتمبر | ستيلا تينانت                      | ستيفن ميسل     |
| أكتوبر | كارين إيلسون                      | ستيفن ميسل     |
| نوفمبر | راكيل زايمرمان                    | ستيفن ميسل     |
| ديسمبر | كارلي كلوس                        | ستيفن ميسل     |

### 2012
| العدد  | نموذج الغلاف                                                                       | مصور فوتوغرافي |
| ------ | ---------------------------------------------------------------------------------- | -------------- |
| يناير  | داريا ستروكوس كارولين ترينتيني بولا باتريس                                         | ستيفن ميسل     |
| فبراير | لورا كامبمان                                                                       | ستيفن ميسل     |
| مارس   | جوان سمالز                                                                         | ستيفن ميسل     |
| أبريل  | كريستال كوبلاند سوجورنر موريل ثارين غارسيا آرون فيرنون إيثان جيمس غرين لايل لودويك | ستيفن ميسل     |
| مايو   | ليندا إيفانجيليستا                                                                 | ستيفن ميسل     |
| يونيو  | إيسابيلا روسوليني                                                                  | ستيفن ميسل     |
| يوليو  | فانيسا أكسينتا ماكنزي درازان جوليا نوبس ايلينا بارتلز ليدا فوكس ارجونا الاء        | ستيفن ميسل     |
| أغسطس  | جيمي بوشيرت                                                                        | ستيفن ميسل     |
| سبتمبر | كارولين ميرفي                                                                      | ستيفن ميسل     |
| أكتوبر | ميغان كوليسون                                                                      | ستيفن ميسل     |
| نوفمبر | كيت ابتون                                                                          | ستيفن ميسل     |
| ديسمبر | فانيسا أكسينتا & مارلون تيكسيرا                                                    | ستيفن ميسل     |

### 2013
| العدد  | نموذج الغلاف                                                                                    | مصور فوتوغرافي |
| ------ | ----------------------------------------------------------------------------------------------- | -------------- |
| يناير  | في في صن                                                                                        | ستيفن ميسل     |
| فبراير | ناعومي كامبل                                                                                    | ستيفن ميسل     |
| مارس   | فانيسا أكسينتا & غوستاف سويدبرغ                                                                 | ستيفن ميسل     |
| أبريل  | إدي كامبل                                                                                       | ستيفن ميسل     |
| مايو   | كارين إيلسون & إدي كامبل                                                                        | ستيفن ميسل     |
| يونيو  | جيزيل بوندشين                                                                                   | ستيفن ميسل     |
| يوليو  | ناتاليا فوديانوفا                                                                               | ستيفن ميسل     |
| يوليو  | جيزيل بوندشين & توني وارد                                                                       | ستيفن ميسل     |
| يوليو  | ليندا إيفانجيليستا جون بيرسون آر جي كينغ                                                        | ستيفن ميسل     |
| يوليو  | ستيلا تينانت & بيتر مارينو                                                                      | ستيفن ميسل     |
| يوليو  | راكيل زايمرمان & مجلة فوغ                                                                       | ستيفن ميسل     |
| يوليو  | أماندا ميرفي (عارضة أزياء) إيثان جيمس غرين ميغان كوليسون فريدريك ماينين كاميرون راسل لويس ستيرت | ستيفن ميسل     |
| أغسطس  | أماندا ميرفي (عارضة أزياء)                                                                      | ستيفن ميسل     |
| سبتمبر | دوتزين كرويس                                                                                    | ستيفن ميسل     |
| أكتوبر | إدي كامبل                                                                                       | ستيفن ميسل     |
| نوفمبر | اشلي غود                                                                                        | ستيفن ميسل     |
| ديسمبر | آنا إيفاس أوفيلي غيلرماند سيندي برونا غرايسي فان غاستل                                          | ستيفن ميسل     |

### 2014
| العدد  | نموذج الغلاف | مصور فوتوغرافي |
| ------ | --- | -------------- |
| يناير  | جوليا نوبس | ستيفن ميسل     |
| فبراير | صوفيا كوبولا | ستيفن ميسل     |
| مارس   | ساسكيا دي براو | ستيفن ميسل     |
| أبريل  | ايزا ليش & بيرند ساسمانهاوزن | ستيفن ميسل     |
| مايو   | ليكسي بولينغ | ستيفن ميسل     |
| يونيو  | أدريانا ليما | ستيفن ميسل     |
| يوليو  | أماندا ميرفي (عارضة أزياء) إدي كامبل ليكسي بولينغ آر جي كينغ ديفيد الكسندر فلين كاميرون كيسلينغ فانيسا مودي جوليا نوبس جيرون ماكينلي ميغان كوليسون توبي هايدوك | ستيفن ميسل     |
| أغسطس  | إيزابيلي فونتانا & تيمو نونيز | ستيفن ميسل     |
| سبتمبر | ناعومي كامبل كارولين ميرفي راكيل زايمرمان كريستي تورلينغتون أمبير فاليتا ليندا إيفانجيليستا كارين إيلسون ناتاليا فوديانوفا إدي كامبل ستيلا تينانت (مطوية): جيمي بوشيرت فانيسا مودي مارياكارلا بوسكونو داريا ستروكوس ايزا ليش إيزيلين ستيرو لييا كيبيدي جوليا نوبس ميغان كوليسون ليكسي بولينغ جيسيكا ستام ساسكيا دي براو فانيسا أكسينتا أيملاين فاليد أنايس مالي كوكو روتشا في في صن ناتاشا بولي ساشا بيفوفاروفا ريان فان رومباي أوفيلي غيلرماند هيلاري رودا جينيفير فان سينوس كارلي كلوس يوليا شتيغنر ميراندا كير سيندي برونا إليز كرومبيز جوردان دون ليو ون إيزابيلي فونتانا أماندا ميرفي جوان سمالز كانديس هوفين آنا إيفاس كاميرون راسل ساشا لوس كانديس سوانبول كارولين ترينتيني أدريانا ليما | ستيفن ميسل     |
| أكتوبر | كارلي كلوس ليكسي بولينغ ساشا بيفوفاروفا | ستيفن ميسل     |
| نوفمبر | كارولين ميرفي | ستيفن ميسل     |
| ديسمبر | فاليريا كيلافا & جيمي بوشيرت | ستيفن ميسل     |

### 2015
| العدد  | نموذج الغلاف | مصور فوتوغرافي       |
| ------ | --- | -------------------- |
| يناير  | هولي ماي ساكر | ستيفن ميسل           |
| فبراير | ليكسي بولينغ | ستيفن ميسل           |
| مارس   | ميا جوث | ستيفن ميسل           |
| أبريل  | كارين إيلسون & زاك بوسن | ستيفن ميسل           |
| مايو   | كايلا سكوت | ستيفن ميسل           |
| يونيو  | في في صن | ميرت وماركوس         |
| يونيو  | فرناندا لي جيا تانغ جينغ ون | ماريو سورينتي        |
| يونيو  | شياو ون جو | ستيفين كلاين         |
| يونيو  | يوان بو تشاو | كريج ماكدان          |
| يوليو  | آنا كليفلاند ماري بيير بروفوت شاندريكا كاسالي دونا جوردن ايرين أوكونور فرانكي رايدر هيلي غيتس جان دي فيلنوف ماديسون براون مارييل همنغواي ساشا بيفوفاروفا ستوكارد تشانينج فيردي فيسكونتي ياسمين ابشير ارسام | ستيفن ميسل           |
| أغسطس  | مارياكارلا بوسكونو | فنسنت فان دي وينجارد |
| سبتمبر | ليكسي بولينغ & مارتي فيرهوف | ستيفن ميسل           |
| أكتوبر | ايدين والش إستيلا بورسما ليلي ستيوارت لوكاس جايدن سثرلي صوفيا فانيغو | ميرت وماركوس         |
| نوفمبر | جيجي حديد | ستيفن ميسل           |
| ديسمبر | أدوا ابوه | تيم والكر            |
| ديسمبر | إدي كامبل | تيم والكر            |
| ديسمبر | جيمي بوشيرت ايرين أوكونور كريستينا كاري آنا كليفلاند | تيم والكر            |
| ديسمبر | كارين إيلسون | تيم والكر            |
| ديسمبر | كيت موس | تيم والكر            |

### 2016
| العدد  | نموذج الغلاف                                                   | مصور فوتوغرافي    |
| ------ | -------------------------------------------------------------- | ----------------- |
| يناير  | جوليا غارنر                                                    | ستيفن ميسل        |
| فبراير | كيت موس                                                        | ماريو تيستينو     |
| مارس   | ريان فان رومباي                                                | ستيفن ميسل        |
| أبريل  | جيجي حديد لييا كيبيدي إيمان همام                               | باتريك ديمارشيليه |
| أبريل  | كنزة الفراتي سامانثا إلسورث بوجا مور إليسا صيدناوي             | بيتر ليندبيرغ     |
| أبريل  | أجاك دينغ ميكا أرغاناريز زهارا ديفيس أنوشكا شارما              | بروس ويبر (مخرج)  |
| مايو   | كيتي غرين                                                      | ستيفن ميسل        |
| يونيو  | كيت موس مع ابنتها ليلك غريس موس هاك                            | ماريو سورينتي     |
| يونيو  | إدي كامبل & أولمبيا كامبل                                      | ماريو سورينتي     |
| يونيو  | أرسن وغراي سورينتي ، ماري فراي                                 | ماريو سورينتي     |
| يونيو  | آنا كليفلاند بول فان رافنشتاين بات كليفلاند نويل فان رافنشتاين | ماريو سورينتي     |
| يونيو  | ساشا بيفوفاروفا مع ابنتها ميا إيزيس                            | ماريو سورينتي     |
| يوليو  | فيتوريا شيريتي                                                 | ستيفن ميسل        |
| أغسطس  | لارا ستون & أندريس سانجوان فيلانويفا                           | ستيفين كلاين      |
| سبتمبر | بيلا حديد                                                      | ستيفن ميسل        |
| سبتمبر | فريدريك صوفي                                                   | ستيفن ميسل        |
| سبتمبر | كيكي ويلمز                                                     | ستيفن ميسل        |
| سبتمبر | لولو تيني                                                      | ستيفن ميسل        |
| أكتوبر | إيزابيلي فونتانا كارولين ميرفي ميلا جوفوفيتش                   | بيتر ليندبيرغ     |
| أكتوبر | ليو ون لارا ستون كارين إيلسون                                  | بيتر ليندبيرغ     |
| أكتوبر | هيلينا كريستينسن كارين الكسندر تاتيانا باتيتز                  | بيتر ليندبيرغ     |
| نوفمبر | أليسيا بيرك & حسين عبدالرحمن                                   | ستيفن ميسل        |
| ديسمبر | جان كامبل                                                      | بروس ويبر (مخرج)  |
| ديسمبر | ساشا لين                                                       | بروس ويبر (مخرج)  |
| ديسمبر | كارسون الدريدج & شاسي فينلي                                    | بروس ويبر (مخرج)  |
| ديسمبر | ساويرس ستانلي                                                  | بروس ويبر (مخرج)  |

### 2017
| العدد  | نموذج الغلاف                                                                                         | مصور فوتوغرافي   |
| ------ | --- | ---------------- |
| يناير  | إستيلا بورسما & جيدن سميث                                                                            | بروس ويبر (مخرج) |
| فبراير | مادونا                                                                                               | ستيفين كلاين     |
| مارس   | لولو تيني                                                                                            | ستيفن ميسل       |
| أبريل  | سارة جريس والرستيدت (مطوية): أنسلي غوليلمي كارا تايلور                                               | ميرت وماركوس     |
| مايو   | آنا إيفاس & ديفيد فريند                                                                              | ماريو سورينتي    |
| يونيو  | بيلا حديد                                                                                            | اينز و فينود     |
| يوليو  | غريس إليزابيث & غاريت نيف                                                                            | ستيفن ميسل       |
| أغسطس  | لارا ستون                                                                                            | هارلي وير        |
| سبتمبر | مارياكارلا بوسكونو فيديريكو سباينس (مطوية): ليلى ألدريدج فيتوريا شيريتي بابلو روسون إدواردو فيليسكوف | ميرت وماركوس     |
| سبتمبر | مارياكارلا بوسكونو (مطوية): ساسكيا دي براو وثيليا سايمون                                             | اينز و فينود     |
| سبتمبر | مارياكارلا بوسكونو                                                                                   | ويلي فانديربير   |
| أكتوبر | دييغو فياريال لورين هاتون ناتاسا فوينوفيتش                                                           | ستيفين كلاين     |
| نوفمبر | راكيل زايمرمان                                                                                       | اينز و فينود     |
| ديسمبر | ناتاليا فوديانوفا                                                                                    | ميرت وماركوس     |
| ديسمبر | جوان سمالز آنيا روبيك كاثرين ماكنيل جيمي بوشيرت                                                      | ميرت وماركوس     |
| ديسمبر | إيرينا شايك                                                                                          | ميرت وماركوس     |

### 2018
| العدد  | نموذج الغلاف                                             | مصور فوتوغرافي  |
| ------ | -------------------------------------------------------- | --------------- |
| يناير  | فران سمرز                                                | كريغ ماكدان     |
| فبرير  | جيزيل بوندشين                                            | جيمي هوكسورث    |
| مارس   | ريمنغتن ويليامز                                          | ستيفن ميسل      |
| أبريل  | أدوت أكيش                                                | ميرت وماركوس    |
| أبريل  | أماندين رينارد                                           | ميرت وماركوس    |
| أبريل  | بيرجيت كوس                                               | ميرت وماركوس    |
| مايو   | جيجي حديد & جوستين مارتن                                 | ستيفين كلاين    |
| يونيو  | دوتزين كرويس                                             | ويلي فانديربير  |
| يونيو  | ميكا أرغاناريز                                           | ويلي فانديربير  |
| يونيو  | ريان فان رومباي                                          | ويلي فانديربير  |
| يوليو  | كايا غربر                                                | كريغ ماكدان     |
| أغسطس  | مادونا (مغنية)                                           | ميرت وماركوس    |
| سبتمبر | فيتوريا شيريتي (مطوية): ساسكيا دي براو جينيفير فان سينوس | ميرت وماركوس    |
| سبتمبر | فيتوريا شيريتي                                           | اينز و فينود    |
| سبتمبر | فيتوريا شيريتي (مطوية): دان دوز فرناندو البلاديخو        | ويلي فانديربير  |
| أكتوبر | كارلا بروني                                              | جيامباولو زغورا |
| أكتوبر | جيزيل بوندشين                                            | لويجي و يانجو   |
| أكتوبر | مارياكارلا بوسكونو                                       | داريو كاتيلاني  |
| نوفمبر | فريا بيها إريكسن                                         | إيثان جيمس غرين |
| ديسمبر | شالوم هارلو                                              | اينز و فينود    |

### 2019
| العدد  | نموذج الغلاف        | مصور فوتوغرافي  |
| ------ | ------------------- | --------------- |
| يناير  | ريبيكا لي لونغينديك | كريغ ماكدان     |
| فبراير | كيندال جينر         | ميرت وماركوس    |
| مارس   | أمبير فاليتا        | ميرت وماركوس    |
| مارس   | كارل لاغرفيلد       | اينز و فينود    |
| أبريل  | ريان فان رومباي     | كريم سادلي      |
| مايو   | أنوك ياي            | ستيفين كلاين    |
| يونيو  | لانا دل راي         | ستيفين كلاين    |
| يوليو  | كارين إيلسون        | هارلي وير       |
| يوليو  | إيمان همام          | ثيو سيون        |
| يوليو  | جيجي حديد           | الأسدير مكليلان |
| أغسطس  |                     |                 |
| سبتمبر |                     |                 |
| أكتوبر |                     |                 |
| نوفمبر |                     |                 |
| ديسمبر |                     |                 |

## روابط خارجية
- Vogue Italia Official Site
- Vogue Italia cover archive